# Sanctuary (Angel)
Sanctuary conocido en América Latina y en España como Santuario. Es el décimo noveno episodio de la primera temporada de la serie de televisión estadounidense Ángel. Escrito por Tim Minear en colaboración con Joss Whedon y dirigido por Michael Lange. El episodio se estrenó originalmente el 2 de mayo del año 2000. En este episodio Ángel continua tratando de ayudar a Faith a redimirse aun cuando la policía de Los Ángeles y Sunnydale, el consejo de Vigilantes y una enfurecida Buffy persiguen derrocarla. 

## Argumento
Ángel lleva a Faith hasta su hogar para ayudarla a redimirse de una vez por todas. Sin embargo esto solo le genera conflictos con sus empelados: Wesley y Cordelia quienes no pueden perdonar fácilmente a Faith por lo que les hizo. Wesley se marcha furioso a un bar y Cordelia hace que Ángel le firme su petición de vacaciones pagadas dejándolo solo con la cazavampiros.
Mientras en tanto en Wolfram & Hart, Lindsey, Lilah y Lee contratan a un demonio para asesinar a Faith luego de enterarse de que la cazavampiros fracasó en su empleo. No obstante, Lindsey decide comentarle a la oficial Lockley la noticia de que Ángel está protegiendo a una fugitiva de la justicia. Wesley es contactado en el bar por el consejo de vigilantes quienes están enterados de que el exvigilante está cercano a la cazavampiros ya que anhelan capturarla, más que nada por motivos personales luego de su último intento por intentar atraparla. El inglés accede a trabajar con ellos bajo la condición de que Ángel no resulte herido en el progreso.
En Investigaciones Ángel, Faith trata de relajarse mientras Ángel se baña, pero ve en televisión que la policía de los Ángeles está iniciando una búsqueda por encontrarla, dirigida por Kate Lockley. Ángel trata de evitar que Faith entre en pánico pero los dos son atacados por la demonio de W&H que muere por manos de Faith, quien a pesar de haberse defendido comienza a sentirse mal por haber arrebatado una vida más. Ángel intenta consolarla abrazándola, de repente al lugar llega Buffy quien ha venido a la ciudad preocupada por la seguridad de su exnovio y enfurece al enterarse de que Ángel está dispuesto a ayudar a Faith luego de todo el mal que ésta realizó.
Mientras Ángel y Buffy discuten, Faith huye al tejado y Wesley le abre las puertas de Investigaciones Ángel al consejo de vigilantes no sin antes comentárselo a su jefe, ya que no confía en ellos. Buffy apoya los comentarios de Wesley y corre a evitar que lastimen a Faith. Armados con ametralladoras los miembros del consejo de vigilantes atacan a todos los presentes en el edificio pero son derrotados fácilmente por las fuerzas de Buffy, Wesley y Ángel trabajando como un equipo para proteger a Faith. 
La policía, dirigida por Kate, pone bajo arresto a Ángel por encontrarlo culpable de encubrir a una fugitiva, pero es Faith quien rescata a Ángel entregándose voluntariamente a la policía. Un enfurecido Ángel reprende a Buffy por haber intentado lastimar a Faith y le advierte de no cometer una injusticia en los Ángeles o la detendrá sin importar que pase. Al quedar encerrada por sus crímenes, Faith al parecer por fin alcanza la paz interior.

## Elenco
- David Boreanaz como Ángel.
- Charisma Carpenter como Cordelia Chase.
- Alexis Denisof como Wesley Wyndam Pryce.

## Producción
El diseñador de Producción Stuart Blatt dijo que la filmación del episodio cambiaba constantemente por conflictos en la agenda de Sarah Michelle Gellar. A tan solo unos días antes de filmar, se enteraron de que Gellar no estaría disponible para filmar una escena de noche. "Tuvimos que tomar nuestro set del tejado y dividirlo en dos y grabando todo en el tejado mirando en una dirección con el helicóptero real en el tejado. Después, recrear el tejado mirando en otra dirección, filmando todo, y unirlo a todo lo demás.," explica. "Fue una de las cosas más difíciles que hicimos."